# Lyssomanes tenuis
Lyssomanes tenuis är en spindelart som beskrevs av Peckham, Peckham, Wheeler 1888 [1889. Lyssomanes tenuis ingår i släktet Lyssomanes och familjen hoppspindlar. Inga underarter finns listade i Catalogue of Life.